# Urædds FK
Urædd Fotball Klubben is een Noorse omnivereniging met onder andere handbal en voetbal als sportafdelingen, uit de plaats Porsgrunn.

## Geschiedenis
Op 25 april 1894 werd Porsgrunds Football Club opgericht, en is daarmee een van de oudste voetbalverenigingen in Noorwegen. Als Porsgrunds FC werd de finale in 1904 bereikt, en in 1911 werd de finale nogmaals bereikt, nu onder de in 1905 aangenomen naam Urædds FK. Van 1937 tot 1948 speelde Urædds op het hoogste niveau. Tegenwoordig speelt Urædds in de 4. divisjon, het vijfde niveau van Noorwegen.

## Erelijst
Porsgrunds FC 
Beker van Noorwegen finalist in 1904
Urædds BK
Beker van Noorwegen finalist in 1911